# Christian Packbier
Christian Packbier (* 1975 in Zürich) ist ein deutscher Schauspieler.

## Leben
Christian Packbier erhielt eine Gesangsausbildung bei den Augsburger Domsingknaben. Er machte zunächst eine Ausbildung zum Karosserie- und Fahrzeugbauer, die er 1996 mit der Gesellenprüfung abschloss.
Sein Schauspielstudium absolvierte er von 1997 bis 2001 an der Freiburger Schauspielschule im E-Werk. Im Februar 2001 legte er die Bühnenreifeprüfung ab. Außerdem machte er später berufsbegleitend eine Weiterbildung zum Mikrofon- und Synchronsprecher bei Katharina Koschny und eine Ausbildung zum Seminarschauspieler.
Theaterengagements hatte er u. a. bei der „Helmut Förnbacher Theater Company“ (2010), als Junger Herr/Dichter in Schnitzlers Drama Der Reigen, an der Schaubühne Berlin, am Theater Ansbach (2013) und an der Komischen Oper Berlin (2014). 2014 spielte er an den Deutschen Kammerschauspielen den Prinz Frederik VI. im Weihnachtsmärchen Die Prinzessin auf der Erbse. 2017 und 2018 gastierte er beim „Theaternatur Festival“ im Harz, wo er den Pastor Samuel Parris in Hexenjagd (u. a. mit Karl Schaper als Partner) und den Antonio in Der Sturm verkörperte. 2018 spielte er beim „Regionentheater“ im Schwarzwald den Yvan in Yasmina Rezas Komödie Kunst.
Packbier wirkte auch in einigen Film- und Fernsehproduktionen mit. Als Werbedarsteller war er u. a. für Mediamarkt, Postbank, VISA, ALDI, Deutsche Bahn und O2 aktiv.
Seit 2019 unterrichtet er als Seminarschauspieler Coaching für Führungskräfte. Packbier ist Mitglied im Bundesverband Schauspiel (BFFS) und lebt in Augsburg.

## Filmografie (Auswahl)
- 2011: Der falsche Mann (Kinofilm)
- 2016: In Gefahr – Ein verhängnisvoller Moment (Fernsehserie)
- 2016: Einfach Rosa – Die zweite Chance (Fernsehreihe)
- 2017: Chaos-Queens – Für jede Lösung ein Problem (Fernsehreihe)
- 2019: Marie fängt Feuer: Den Mutigen gehört die Welt (Fernsehreihe)